# May-Britt Moser
May-Britt Moser, norveška nevroznanstvenica in akademičarka, nobelovka, * 4. januar 1963, Fosnavåg, Norveška.
Z možem in sodelavcem Edvardom Moserjem je posvetila kariero vprašanju, kako možgani dojemajo položaj v prostoru. Leta 2005 sta objavila prelomno odkritje, da določen tip celic v delu možganske skorje pri podganah tvori heksagonalno mrežo, v kateri vozlišča predstavljajo položaj telesa v prostoru - nekakšen abstrakten dvodimenzionalen koordinatni sistem z nevroni, ki se posamič aktivirajo, kadar se žival premakne na odgovarjajočo lokacijo znotraj robov prostora. Skupaj s t. i. prostorskimi celicami v hipokampusu, ki tvorijo manj urejena prostorska polja za neposredno ponazoritev poznanega prostora, tvorijo možganski sistem pozicioniranja (kognitivni zemljevid, laično poimenovan tudi možganski GPS). Za to odkritje sta leta 2014 prejela polovico Nobelove nagrade za fiziologijo ali medicino; drugo polovico je prejel John O'Keefe za odkritje prostorskih celic v 1970. letih.

## Življenjepis
Rodila se je v majhnem mestu Fosnavåg na otoku Bergsøya ob zahodni obali Norveške v družini globoko vernih kmetovalcev. Kot mladenka je bila med drugim aktivna v skupini, ki se je zavzemala za pravice živali. Hodila je na isto srednjo šolo kot njen bodoči mož, a sta se spoznala šele leta 1983 letih kot študenta psihologije na Univerzi v Oslu in se leta 1985 poročila. Med študijem ju je pritegnil problem povezave med fiziološkimi mehanizmi in vedenjem, zato sta odšla do nevrofiziologa Pera O. Andersena in ga s svojo zagnanostjo prepričala, da ju je vzel pod svoje mentorstvo. Od takrat sta njuni karieri neločljivo povezani.
Za diplomski projekt sta preskušala, koliko hipokampusa je možno odstraniti preden žival izgubi sposobnost pomnjenja prostora. Ugotovila sta, da niso vsi deli hipokampusa enako pomembni za to funkcijo, kar je izpostavilo pomen dobrega poznavanja anatomije pri raziskavah delovanja možganov. S končanim delom sta skupaj diplomirala leta 1990 in vpisala doktorski študij, med katerim sta se jima rodili dve hčerki, ter nadaljevala s preučevanjem prostorskega učenja v hipokampusu. Po doktoratu iz nevrofiziologije leta 1995 sta odšla na usposabljanje v tujino. Prva kratka postojanka je bila Univerza v Edinburgu, nato pa skupen podoktorski položaj pri O'Keefeju v Londonu. Že nekaj mesecev kasneje pa je prišla ponudba z Norveške univerze znanosti in tehnologije v Trondheimu s položajem docenta za oba, čemur se nista mogla upreti. Leta 1996 sta se tako vrnila na Norveško in vzpostavila nov laboratorij za nevrofiziološke poskuse na podganah.
Začetki so bili skromni, v majhnem kletnem prostoru univerze, vendar sta sčasoma izboljšala pogoje s projektnim financiranjem različnih skladov za znanost, čemur so kmalu sledile tudi odmevnejše objave v znanstveni literaturi. Ves čas tesno sodelujeta v vseh fazah znanstvenega dela, pri čemer sta se nekoliko specializirala, May-Britt Moser za dejansko delo z živalmi, njen mož pa za matematično ogrodje in računalniško analizo podatkov. Z začetnimi poskusi na hipokampusu sta prišla do spoznanja, da tamkajšnje prostorske celice dobivajo signale iz regije globoko v možganski skorji, imenovane entorinalni korteks. Dostop z elektrodami do te regije je bil izjemno zahteven, zato sta sodelovala z nevroanatomom Mennom Witterjem s Svobodne univerze v Amsterdamu. Ko so dosegli preboj, so prišli do presenetljivega odkritja - namreč da se nevroni v tej ploščati regiji aktivirajo v pravilnem geometričnem vzorcu glede na relativen položaj živali v prostoru in neodvisno od konkretnega prostora, pri čemer gre za živčne mreže višjega reda brez neposrednih povezav s čutili. Odkritje, objavljeno leta 2005, je hitro pritegnilo pozornost drugih raziskovalnih skupin, ki so potrdile njihove izsledke (leta 2013 so mrežne celice odkrili tudi v človeških možganih). Danes vemo, da te celice v kombinaciji s prostorskimi celicami v hipokampusu in regijami, ki zaznavajo položaj glave, skupaj tvorijo navigacijski sistem organizma, še vedno pa ni povsem jasno, kako komunicirajo med seboj.
May-Britt Moser danes deluje kot profesorica nevroznanosti na fakulteti za medicino Norveške univerze znanosti in tehnologije. Leta 2002 je na univerzi soustanovila Center za biologijo spomina in leta 2007 Kavlijev inštitut za sistemsko nevroznanost.

## Priznanja
Za svoj prispevek k razumevanju dojemanja prostora sta z možem in Johnom O'Keefejem prejela več priznanj, med njimi nagrado Louise Gross Horwitz leta 2013 in Nobelovo nagrado za fiziologijo ali medicino leta 2014.
Izvoljena je bila tudi za članico Norveške akademije znanosti in umetnosti ter Norveške akademije tehniških znanosti.